# Miya Tachibana
Miya Tachibana (jap. 立花 美哉, Tachibana Miya; * 12. Dezember 1974 in Ōtsu) ist eine ehemalige japanische Synchronschwimmerin.

## Erfolge
Miya Tachibana gewann 1994 bei den Weltmeisterschaften in Rom nach Rang zwei in der Mannschaftskonkurrenz ihre erste internationale Medaille. Darüber hinaus sicherte sie sich mit Fumiko Okuno im Duett Silber. Mit Okuno gewann sie außerdem im Duett die Goldmedaille bei den Asienspielen 1994 in Hiroshima. Zwei Jahre darauf gab sie in Atlanta ihr olympisches Debüt und schloss den Mannschaftswettkampf mit Miho Takeda, Akiko Kawase, Rei Jimbo, Raika Fujii, Miho Kawabe, Junko Tanaka, Riho Nakajima und Kaori Takahashi mit 97,753 Punkten auf dem dritten Platz ab, womit die Japanerinnen hinter den Mannschaften der Vereinigten Staaten und Kanadas Bronze gewannen. 1998 sicherte sich Tachibana bei den Asienspielen in Bangkok sowohl im Solo als auch mit Miho Takeda die Goldmedaille im Duett. Diesen Erfolg wiederholten sie in beiden Konkurrenzen bei den Asienspielen 2002 in Busan. Dazwischen belegten sie bei den Weltmeisterschaften 1998 in Perth im Duett ebenso den zweiten Platz wie mit der Mannschaft. Tachibana schloss außerdem die Solokonkurrenz auf dem dritten Platz ab.
Sie traten zudem gemeinsam im Duett bei den Olympischen Spielen 2000 in Sydney an. Sowohl in der Qualifikation als auch im Finale wurden sie nur von den beiden Russinnen Olga Brusnikina und Marija Kisseljowa übertroffen, die Olympiasiegerinnen wurden, während Tachibana und Takeda Silber erhielten. Auch in der Mannschaftskonkurrenz mussten sich die Japanerinnen lediglich der russischen Mannschaft geschlagen geben und gewannen vor den drittplatzierten Kanadierinnen eine weitere Silbermedaille. Neben Tachibana und Takeda gehörten Ayano Egami, Raika Fujii, Yōko Isoda, Rei Jimbo, Yōko Yoneda und Yūko Yoneda zum Aufgebot Japans.
2001 wurden Tachibana und Takeda in Fukuoka gemeinsam Weltmeisterinnen im Duett. Im Solo erreichte Tachibana wie schon 1998 Rang drei. 2003 verpassten Tachibana und Takeda in Barcelona knapp die Titelverteidigung im Duett. Als Zweitplatzierte blieben sie hinter den Russinnen Anastassija Dawydowa und Anastassija Jermakowa, die sie 2001 noch auf Platz zwei hatten verweisen können. Bei den Olympischen Spielen 2004 in Athen trat Tachibana erneut in zwei Konkurrenzen an, darunter im Duett mit Miho Takeda. Sie erzielten im Finale 49,417 Punkte und gewannen als Zweitplatzierte die Silbermedaille. Erneut setzten sich die beiden Russinnen Anastassija Dawydowa und Anastassija Jermakowa, die 49,917 Punkte erhielten, gegen Tachibana und Takeda durch. Bronze ging an die US-Amerikanerinnen Alison Bartosik und Anna Kozlova. In der Mannschaftskonkurrenz sicherte sich die japanische Mannschaft, zu der neben Tachibana und Takeda noch Michiyo Fujimaru, Saho Harada, Naoko Kawashima, Kanako Kitao, Emiko Suzuki, Juri Tatsumi und Yōko Yoneda gehörten, einmal mehr hinter Russland Silber. Sie erhielten mit 98,667 Punkten genau einen Punkt weniger als die Russinnen und einen Punkt mehr als die drittplatzierten US-Amerikanerinnen. Die Spiele waren Tachibanas letzter internationaler Wettkampf.
Auf nationaler Ebene sicherte sich Tachibana 22 Titel, davon zehn im Solo. 2011 wurde sie in die International Swimming Hall of Fame aufgenommen.